# Onciale 0105
- Papyrus
- Onciale
- Minuscules
- Lectionnaire

Le Codex 0105, portant le numéro de référence 0105 (Gregory-Aland), ε 45 (Soden), est un manuscrit du Nouveau Testament sur parchemin écrit en écriture grecque onciale.

## Description
Le codex se compose de 4 folios. Il est écrit en deux colonnes, de 24 lignes par colonne. Les dimensions du manuscrit sont 32 × 24 cm. Les experts datent ce manuscrit du Xe siècle,. 
C'est un manuscrit contenant le texte incomplet de'l Évangile selon Jean (6,71-7,46). 
Le texte du codex représenté texte mixte (avec byzantin élément). Kurt Aland le classe en Catégorie III. 
Lieu de conservation
Le codex est conservé à la Bibliothèque nationale autrichienne (Suppl. Gr. 121), à Vienne.